# Demonio (experimento mental)
En experimentos mentales, los filósofos ocasionalmente imaginan entidades con habilidades especiales como una forma de plantear desafíos intelectuales difíciles o resaltar paradojas aparentes. Ejemplos incluyen:
- El demonio malicioso de Descartes: el escepticismo cartesiano (también llamado escepticismo metodológico) aboga por dudar de todas las cosas que no pueden justificarse a través de la lógica. Descartes usa tres argumentos para poner en duda nuestra capacidad de saber objetivamente: el argumento del sueño, el argumento engañoso de Dios y el argumento del demonio malicioso.[1] Dado que nuestros sentidos no pueden ponernos en contacto con objetos externos, sino solo con nuestras imágenes mentales de tales objetos, no podemos tener una certeza absoluta de que exista algo en el mundo externo. En el malvado argumento de los demonios, Descartes propone una entidad que es capaz de engañarnos hasta tal punto que tenemos razones para dudar de la totalidad de lo que nuestros sentidos nos dicen.
- El demonio de Laplace es un ser hipotético que todo lo sabe, que conoce la ubicación precisa y el impulso de cada átomo en el universo, y por lo tanto podría usar las leyes de Newton para revelar el curso completo de los eventos cósmicos, pasados y futuros. Basado en la proposición filosófica del determinismo causal.
- El demonio de Maxwell puede distinguir entre moléculas de movimiento rápido y lento. Si este demonio solo permite que las moléculas se muevan rápidamente a través de una trampilla a un contenedor, la temperatura dentro del contenedor aumentaría sin que se aplique ningún trabajo. Tal escenario viola la segunda ley de la termodinámica.
- El demonio de Morton se encuentra en la puerta de entrada de los sentidos de una persona y admite hechos que están de acuerdo con las creencias de esa persona, mientras que desvía a los que no lo hacen. Este demonio se utiliza para explicar el fenómeno del sesgo de confirmación.
- En el aforismo 341 de The Gay Science, Nietzsche expone su concepto de recurrencia eterna. En él, emplea a un demonio con un conocimiento metafísico especial como agente para forzar la revaluación de la perspectiva en la propia vida.
- El demonio darwiniano es un organismo hipotético que puede maximizar simultáneamente todos los aspectos de su condición física.

## Entidades similares
Hay otras criaturas que aparecen en experimentos de pensamiento acerca de la filosofía. Una de esas criaturas es un monstruo de utilidad, una criatura que obtiene mucha más utilidad (como el disfrute) de los recursos que otros seres, y por lo tanto, bajo un sistema utilitario estricto tendría más o todos los recursos disponibles dirigidos a él. La paradoja de Newcomb supone un ser que se cree que es capaz de predecir el comportamiento humano; Robert Nozick sugirió un "ser de otro planeta, con una tecnología y una ciencia avanzadas, a quienes conoces como amigos".